# 岐阜市北西部運動公園
岐阜市北西部運動公園（ぎふしほくせいぶうんどうこうえん）は、岐阜県岐阜市にある運動公園である。
岐阜市の下水処理場の北西部プラント（2004年2月7日下水処理開始）の敷地の一部の上部を公園区域として整備した公園である。
運営・管理は昭和造園土木・FC岐阜運営共同体が指定管理者として行っている。ネーミングライツが導入され、2024年（令和6年）6月1日より「SHOWAスポーツピアザ」に名称を変更している。

## 沿革
- 2008年（平成20年）3月31日 - 完成[1]。
- 2016年（平成28年）1月 - 岐阜市北西部運動公園の隣に、FC岐阜のクラブハウス機能を備えた岐阜市スポーツ交流センターが完成[4]。

## 施設概要
Aグラウンド
- 天然芝のグラウンドであり、面積は11,530m2[5]。利用はサッカーのみに限定され、FC岐阜の練習場としても使用されている。

Bグラウンド
- 照明施設のある天然芝のグラウンドであり、面積は9,360m2[5]。

芝生広場
- 天然芝の広場であり、面積は9,450m2[5]。

## 所在地
- 岐阜県岐阜市曽我屋8丁目

## 交通

### 道路
- 東海北陸自動車道岐阜各務原ICより自動車で約30分。

### 交通機関
- 岐阜バス真正大縄場線「曽我屋東」バス停下車、徒歩約10分。
  - JR東海道本線・高山本線岐阜駅（JR岐阜駅バスターミナル）より「北方バスターミナル」「大野バスセンター」「イオンタウン本巣」「西濃厚生病院」行き。